# Медведка (приток Воробьёвки)
Медведка — река в Оренбургской области России. Устье реки находится в 3,3 км по левому берегу реки Воробьёвка. Длина реки составляет 14 км, площадь бассейна 89,2 км².

## Данные водного реестра
По данным государственного водного реестра России относится к Нижневолжскому бассейновому округу, водохозяйственный участок реки — Самара от истока до Сорочинского гидроузла. Речной бассейн реки — Волга от верховий Куйбышевского вдхр. до впадения в Каспий.
Код объекта в государственном водном реестре — 11010000912112100006338.